# Задјел
Задјел (слч. Zádiel) насељено је мјесто са административним статусом сеоске општине (слч. obec) у округу Кошице-околина, у Кошичком крају, Словачка Република.

## Становништво
| Година:    | 1994. | 2004.   | 2014.    | 2024.   |
| ---------- | ----- | ------- | -------- | ------- |
| Број људи: | 194   | 199     | 168      | 147     |
| Разлика:   |       | +2,57 % | -15,57 % | -12,5 % |

| Година:    | 2023. | 2024.   |
| ---------- | ----- | ------- |
| Број људи: | 153   | 147     |
| Разлика:   |       | -3,92 % |

Према подацима о броју становника из 2011. године насеље је имало 170 становника.